# Johann Maximilian von Günderrode

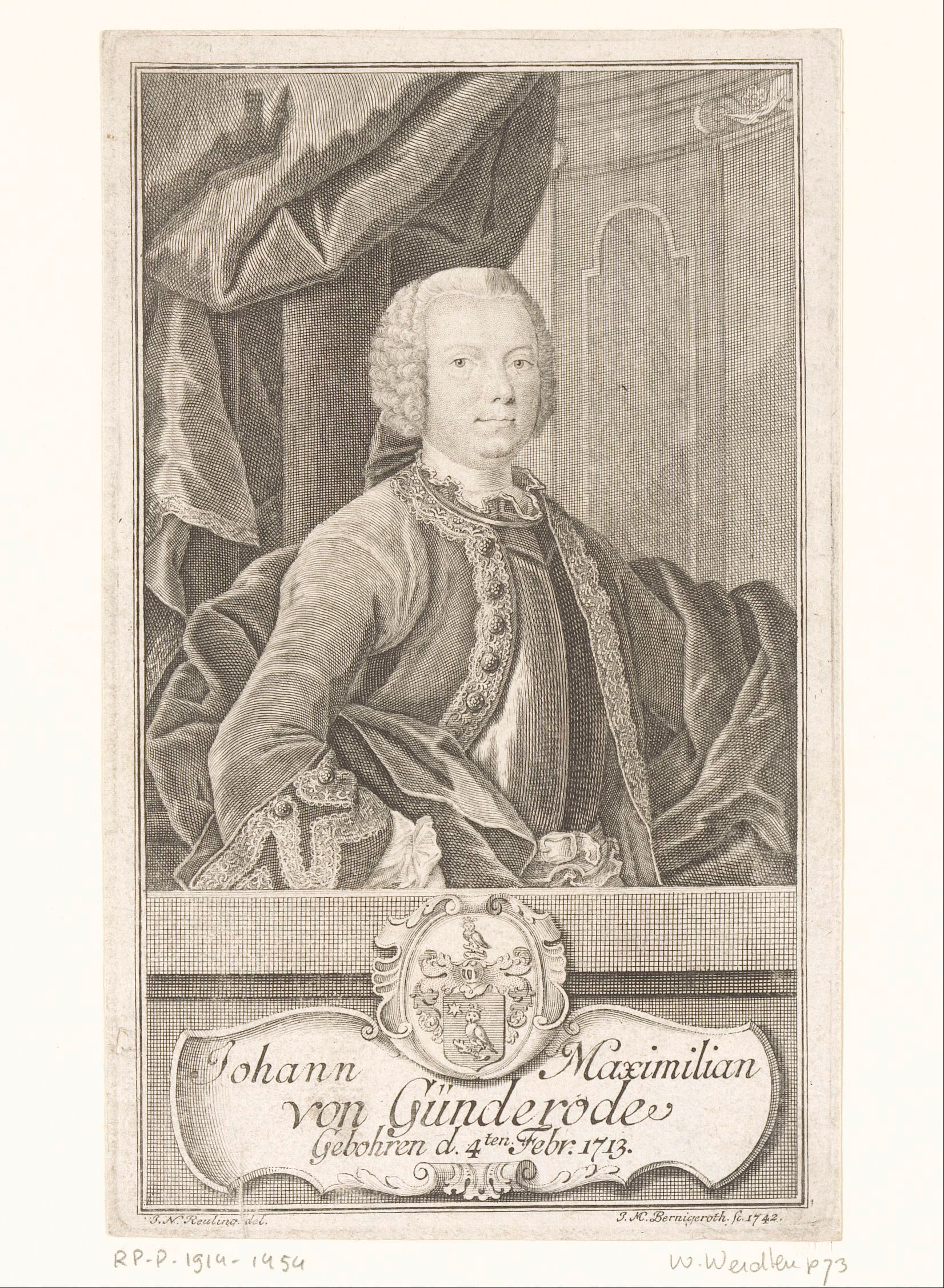
Porträt von Johann Maximilian von Günderrode (1742, Stich von Johann Martin Bernigeroth)

Johann Maximilian von Günderrode (* 4. Februar 1713 in Frankfurt am Main; † 29. November 1784 in Höchst an der Nidder) war ein hessischer Jurist, Geheimrat, Schriftsteller und Büchersammler.

## Leben

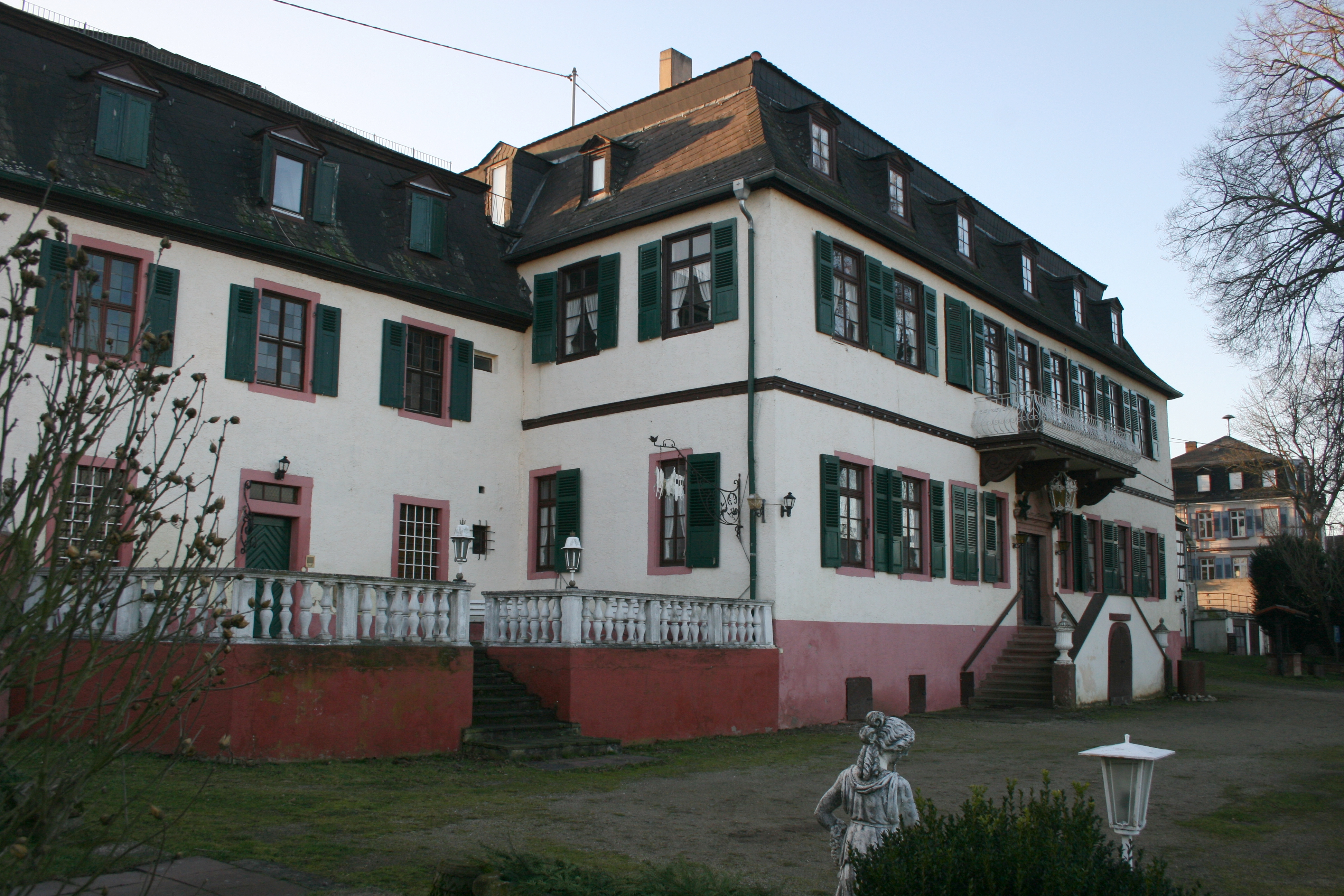
Schloss Günderrode, Ansicht von der Straßenseite (2011)

Johann Maximilian von Günderrode war der Sohn des Frankfurter Juristen und Ratsherrn Friedrich Maximilian von Günderrode (1684–1761) und der Susanna Maria von Günderrode, geb. Ruland (1691–1758). Seit 1730 studierte er Rechtswissenschaft in Halle an der Saale. Zwischen 1736 und 1748 bekleidete er in Hessen-Darmstädtischen Diensten verschiedene Ämter. 1737 wurde er Rat in Gießen. 
1739 heiratete er Susanna Maria von Kellner (1721–1757). Sie brachte ein Vermögen in die Ehe ein, dessen Gesamthöhe auf 115.000 Gulden geschätzt wurde. Zu ihrem Besitz gehörte der Kettenhof in Frankfurt am Main. Ihr Vermögen ermöglichte von Günderrode den Kauf der Herrschaft Höchst an der Nidder mit dem Schloss Günderrode im Jahre 1756. Aus der Ehe gingen 5 Söhne und zwei Töchter hervor, darunter Philipp Maximilian (1745–1814), Friedrich Justinian (1747–1785), August Christian (1749–1782) und der Schriftsteller Hector Wilhelm von Günderrode (1755–1786). Letzterer ist der Vater der Schriftstellerin Karoline von Günderrode (1780–1806). 
Ab 1750 wirkte Johann Maximilian von Günderrode in Hessen-Kasselischen Diensten. Im Jahr 1754 wurde von Günderrode in die Reichsritterschaft am Mittelrhein aufgenommen. 1758 war er in französischer Geiselhaft in Straßburg, Paris und Nantes. 1761 wurde er zum geheimen Kammerrat ernannt. 1766 erfolgte seine Ernennung zum Oberamtmann von Windecken und Ortenberg. In seiner Herrschaft Höchst gründete von Günderrode mildtätige Stiftungen und begann, Bücher zu sammeln. Mit dem Ziel, eine für die Öffentlichkeit nutzbare Universalbibliothek zu schaffen, die sämtliche Wissensgebiete seiner Zeit umfassen sollte, trug er um die 20.000 Bände zusammen. Schwerpunkte seiner Bibliothek liegen bei staats- und privatrechtlichen Publikationen und bei Hassiaca. Die Sammlung wurde 1922 als Leihgabe an die Landesbibliothek Darmstadt gegeben und von dieser 1958 mit Mitteln des Landes Hessen erworben. Heute befindet sie sich in der Abteilung Historische Sammlungen der Universitäts- und Landesbibliothek Darmstadt.

## Werke
- Gründliche Untersuchung von dem Ursprung, Fortgang und heutigem Zustand des Teutschen Creyß-Wesens : wobey von denen Creyß-Tägen u. den Haupt-Materien, die auf denselben pflegen vorzukommen, ausführlich gehandelt wird. Gießen und Franckfurt, 1738
- Abhandlung des Teutschen Staats-Rechts. Gießen, 1743
- Gründlicher Beweiß, Daß Das Heilige Römische Reich, An gegenwärtigem Krieg Theil zu nehmen, und Das Gleich-Gewicht von Europa wiederum herstellen zu helfen, verbunden ist. O. O. 1748
- Gründliche Abhandlung von der Beschaffenheit der Römischen Königs-Wahl an sich selbsten nach Vorschrift der Reichs-Geschichte und Gesetze, o. O. um 1751
- Gründliche Abhandlung von der Beschaffenheit der Römischen Königs-Wahl an sich selbsten, nach Vorschrift der Reichs-Geschichte und Gesetzen. O. O., um 1765